# Estrela de Barnard
A Estrela de Barnard é uma estrela anã vermelha, de pouca massa que fica na constelação do Serpentário e foi descoberta em 1916 pelo astrônomo Edward Emerson Barnard. A uma distância de 5,96 anos-luz da Terra, é a quarta estrela individual mais próxima conhecida do Sol, somente as três estrelas do sistema Alfa Centauri estão mais perto, e é a estrela mais próxima no hemisfério celestial norte. Sua massa estelar é cerca de 16% da do Sol, e tem 19% do diâmetro do Sol. Apesar de sua proximidade, a estrela tem uma magnitude aparente visual fraca de +9,5 e é invisível a olho nu; é muito mais brilhante no infravermelho do que na luz visível.
A estrela recebeu o nome do descobridor, E. E. Barnard, um astrônomo estadunidense que em 1916 mediu seu movimento próprio como 10,3 segundos de arco por ano em relação ao Sol, o mais alto conhecido para qualquer estrela. A estrela já havia aparecido em placas fotográficas da Universidade de Harvard em 1888 e 1890.
A Estrela de Barnard está entre as anãs vermelhas mais estudadas devido à sua proximidade e localização favorável para observação perto do equador celeste. Historicamente, a pesquisa sobre a Estrela de Barnard tem se concentrado em medir suas características estelares, sua astrometria e também refinar os limites de possíveis planetas extrassolares. Embora a Estrela de Barnard seja antiga, ela ainda experimenta eventos de erupções estelares, uma delas observada em 1998.
A Estrela de Barnard hospeda pelo menos um planeta, uma subterra de órbita próxima descoberta em 2024, com candidatos adicionais suspeitos. Anteriormente, foi alvo de múltiplas alegações de planetas que foram refutadas.

## Sistema planetário
Em agosto de 2024, usando dados do espectrógrafo ESPRESSO do Very Large Telescope, foi confirmada a existência de um exoplaneta com massa mínima de 0,37 ± 0,05 M🜨 e período orbital de 3,15 dias foi confirmado. Isso constituiu a primeira evidência convincente de um planeta orbitando a Estrela de Barnard. Além disso, três outros planetas candidatos de baixa massa foram propostos neste estudo. Todos esses planetas orbitam mais perto da estrela do que a sua zona habitável. O planeta confirmado é designado Estrela de Barnard b (ou Barnard b), uma reutilização da designação originalmente usada para o candidato refutado de superterra.
A uma distância de 6 anos-luz, esse é o segundo exoplaneta mais próximo já descoberto, já que Alfa Centauri, o sistema estelar mais próximo, também possui um planeta conhecido (Proxima b).
| Planeta | Massa           | Semieixo maior (UA) | Período orbital (dias) | Excentricidade |
| ------- | --------------- | ------------------- | ---------------------- | -------------- |
| b       | >0,37 ± 0,05 M⊕ | 0,022 94 ± 0,000 33 | 3,1533 ± 0,0006        | <0,16          |

### Reivindicações planetárias anteriores
A Estrela de Barnard foi alvo de várias alegações de planetas que foram posteriormente refutadas. Do início dos anos 1960 ao início dos anos 1970, Peter van de Kamp argumentou que planetas orbitavam a Estrela de Barnard. Suas alegações específicas de grandes gigantes gasosos foram refutadas em meados dos anos 1970 após muito debate. Em novembro de 2018, um candidato a companheiro planetário, uma superterra foi relatado orbitando a Estrela de Barnard. Acreditava-se que tinha uma massa mínima de 3,2 vezes a massa da Terra e orbitava a 0,4 UA. No entanto, o trabalho apresentado em julho de 2021 refutou a existência deste planeta.